# Santa Casa de Misericórdia de Paraty

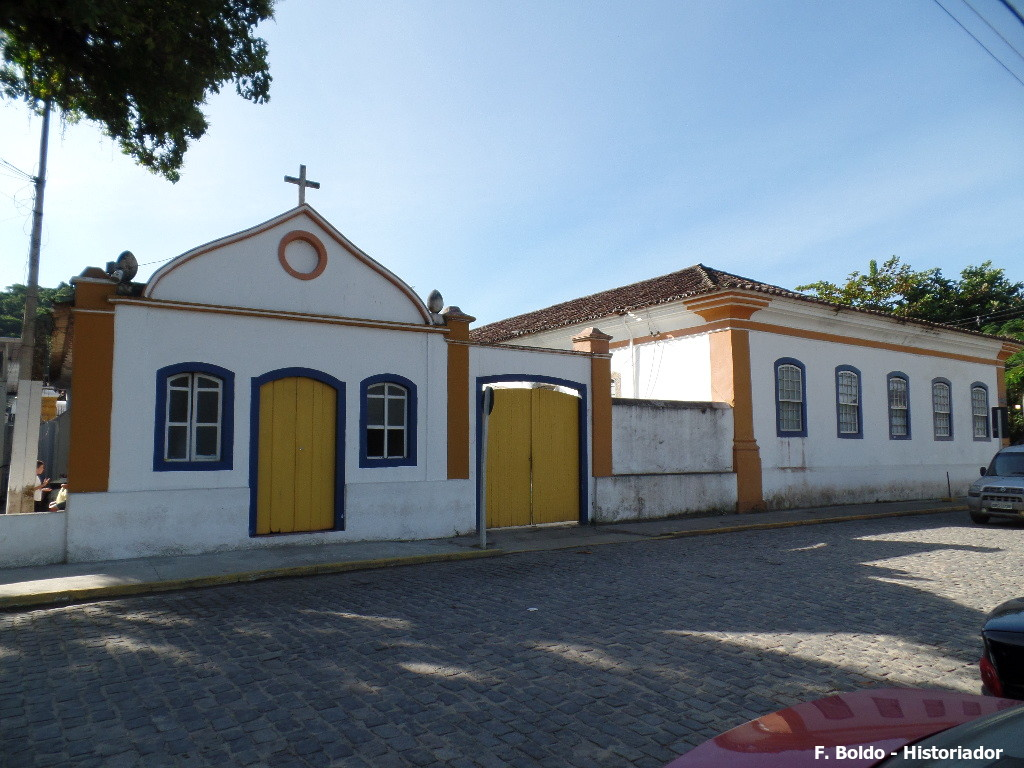
Santa Casa de Paraty.

Criada a 7 de setembro de 1822, data da independência do Brasil, a sua pedra fundamental foi lançada a 12 de outubro do mesmo ano.
Tem como patrono São Pedro de Alcântara, santo do nome de Sua Majestade Imperial Pedro I do Brasil.